# Steuerschätzung

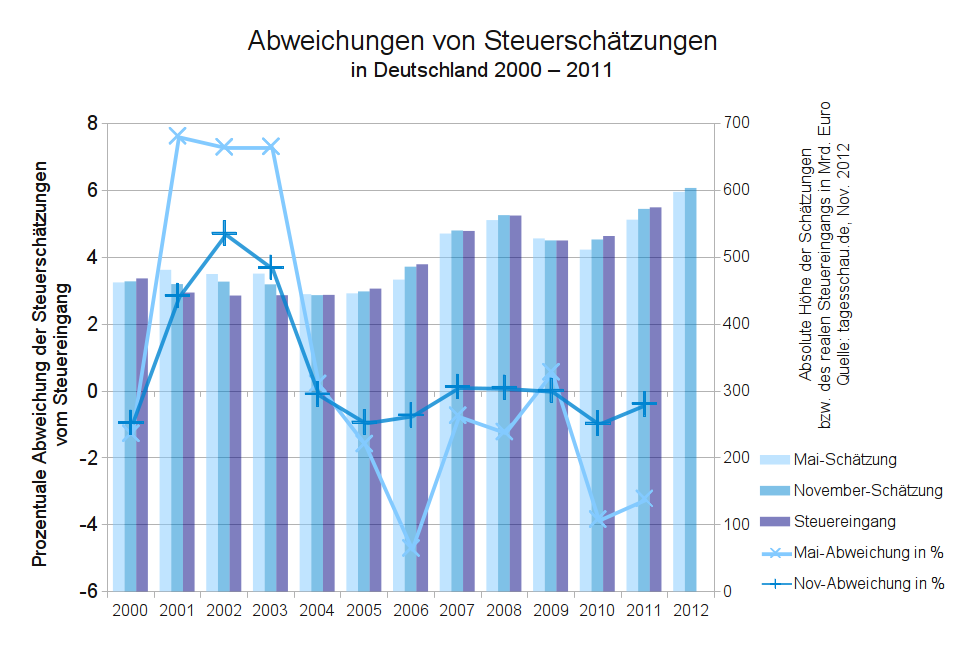
Steuerschätzungen und deren Abweichungen zum realen Steueraufkommen
in den Jahren 2000 bis 2011

Die Steuerschätzung ist der Versuch, die Höhe der zukünftigen Steuereinnahmen anhand von volkswirtschaftlichen Kennzahlen zu prognostizieren.
Die Steuerschätzung wird zweimal jährlich vom Arbeitskreis „Steuerschätzungen“ vorgenommen. Der AK Steuerschätzungen ist ein Beirat beim Bundesministerium der Finanzen (BMF). Er besteht seit 1955. Ihm gehören neben dem federführenden BMF
- das Bundesministerium für Wirtschaft und Energie,
- die fünf großen Wirtschaftsforschungsinstitute,
- das Statistische Bundesamt,
- die Deutsche Bundesbank,
- der Sachverständigenrat zur Begutachtung der gesamtwirtschaftlichen Entwicklung,
- die Länderfinanzministerien und
- die Bundesvereinigung der kommunalen Spitzenverbände

an.
Der AK stützt seine Schätzungen auf gesamtwirtschaftliche Eckdaten der Bundesregierung. Die Wirtschaftsforschungsinstitute, die Bundesbank, der Sachverständigenrat und das BMF erstellen unabhängig voneinander eigene Schätzvorschläge für jede Einzelsteuer. Auf dieser Grundlage werden dann die auf Bund, Länder, Gemeinden und EU entfallenden Steuereinnahmen ermittelt.
Im Bundeshaushaltsplan müssen alle Ausgaben des kommenden Haushaltsjahres den Einnahmen gegenübergestellt werden. Durch die Steuerschätzung wird ein großer Teil der Einnahmeseite des Bundeshaushaltsplanes ermittelt.
Fallen die Einnahmen niedriger aus als erwartet, spricht man gemeinhin auch von einem Haushaltsloch.
Einnahmen, die höher als erwartet ausfallen, sind überplanmäßige Einnahmen.
Einnahmen, mit denen nicht gerechnet wurde, z. B. ein großes Erbe zu Gunsten des Staates oder ein vorher nicht erwarteter Verkaufserlös, werden als außerplanmäßige Einnahmen bezeichnet.